# Bitka za Srđ
Bitka za Srđ naziv je ratne operacije obrane Dubrovnika na brdu Srđ tijekom Domovinskog rata.

## Uvod
Brdo Srđ nalazi se iznad grada Dubrovnika na sjevernoj strani. Oduvijek je Srđ bio prirodni zaklon od udara bure, a kroz povijest i važan strateški položaj u obrani grada. Na vrhu brda nalazi se utvrda Imperial koju je dao izgraditi Napoleon nakon što je francuska vojska na prijevaru ušla u Dubrovnik i ukinula Dubrovačku Republiku. Gradnja utvrde trajala je od 1806. do 1814. godine a bila je namijenjena obrani od Rusa i Crnogoraca čiji se napad očekivao u to doba.
Sve do početka Domovinskog rata u Hrvatskoj i početka operacija opsade Dubrovnika utvrda nije korištena u za to joj namijenjenu svrhu. Uz utvrdu Imperijal na Srđu se nalaze brojni fortifikacijski objekti poput utvrđenog bedema kod sela Bosanka, utvrda na visu Žarkovica istočno od Imperiala te utvrda Strinćjera koja je smještena oko 1,5 km sjeverozapadno od utvrde Imperial. Svi ovi objekti imali su veliku stratešku važnost, no utvrda Imperial je zbog svog položaja iznad samog starog dijela Dubrovnika, koji je bio pod zaštitom UNESCO-a, ipak imala najveću važnost. Osim obrambene uloge, utvrda Imperial imala je ulogu podizanja morala građana Dubrovnika koji su bili pod višemjesečnom opsadom.
Prvi napad na utvrdu, na kojoj je bio instaliran odašiljač Hrvatske radio televizije, dogodio se 1. listopada 1991. godine kad su zrakoplovi Jugoslavenskog ratnog zrakoplovstva izvršili raketiranje i bombardiranje odašiljača. Već je tog prvog dana napada utvrda pretrpjela znatna oštećenja, a odašiljač je zbog izravnog pogotka onesposobljen pa je Dubrovnik dospio u komunikacijsku blokadu koja je nakon ovog napada ovisila o jednom radio-amateru.
Nakon općeg napada na nekadašnju općinu Dubrovnik i otpora malobrojnih i slabo naoružanih hrvatskih branitelja, pripadnici neprijateljske JNA, TO Crne Gore i istočne Hercegovine te raznih dragovoljačkih postrojbi uspjeli su malobrojne branitelje potisnuti u sam grad Dubrovnik i njegova prigradska naselja. Padom važnog hrvatskog uporišta u selu Gornjem Brgatu, branitelji su bili prisiljeni povući se u selo Bosanku te na utvrde Strinčjera i Imperial, pokušavajući organizirati posljednju crtu obrane grada.
Početkom studenog u selu Bosanki, u pokušaju da zaustave napredovanje neprijatelja, poginula su sedmorica hrvatskih branitelja nakon čega Bosanka pada u ruke neprijatelja. Na utvrdi Strinčjeri tih dana u žestokim borbama ginu desetorica branitelja, što je bio razlog za povlačenje preživjelih branitelja prema utvrdi Imperialu. Utvrda Imperial postaje prva i zadnja crta obrane. Branitelji utvrde na oštećeni odašiljač podižu hrvatski barjak koji će svih dana opsade biti znak da su branitelji i dalje na Srđu.

## Suprotstavljene snage

### Snage obrane
U zapadnom krilu utvrde Imperial nalazio se oko 21 branitelja iz Dubrovnika, a u središnjem 13 pripadnika Hos-a, i to pripadnici samostalne satnije kojom je zapovijedao Nediljko Grubišić a koji su tih dana gliserima Odreda naoružanih brodova ušli u okupirani Dubrovnik kao ispomoć malobrojnim braniteljima grada. Pomoć braniteljima Srđa i utvrde Imperiala davali su pripadnici protuzračne obrane s dva protuzrakoplovna topa 20 mm, posada topa "ZIS" 76 mm te minobacači 82 mm. U obrani su se također smjenivali vodovi IX. bojne HOS-a iz Splita.

### Snage napadača
Neprijatelj je napadao topništvom svih kalibara, dva tenka te dvije grupe pješaštva iz sastava 3. bataljuna Trebinjske brigade, oko 20 iz pravca utvrde Strinčjera, te također oko 20 vojnika s istočne strane iz pravca sela Bosanka.

## Tijek bitke
U ranim jutarnjim satima 6. prosinca 1991. godine, oko 5:45 sati započeo je topnički udar na utvrdu Imperial. Istovremeno je krenuo kombinirani pješačko - tenkovski napad. Jedan tenk uz potporu dvadesetak pripadnika pješaštva je krenuo iz pravca istoka, iz sela Bosanka, a drugi tenk, također uz potporu dvadesetak pripadnika pješaštva, iz pravca zapada, s polusrušene stare utvrde Strinčjere. Noć uoči napada neprijateljske snage su se zbog konfiguracije terena uspjele privući do gornje postaje žičare gdje su čekale početak napada. Snage obrane su uočile neprijateljske pokrete, ali zbog potpisanog primirja branitelji nisu tim pokretima pridavali važnost.
Nakon prvotnog udara branitelji se povlače u unutrašnjost utvrde, a neprijatelj zauzima istočno krilo i izbija na gornju terasu središnjeg dijela utvrde. Branitelji povremeno izlijeću iz utvrde na gornju terasu te ručnim bombama pokušavaju odbiti napad. Neprijatelj uzvraća također bombama, pa su tom prilikom dva branitelja ranjena. Neprijateljski tenkovi prilaze samoj utvrdi i dolaze na tridesetak metara daleko od njenog ulaza. Jedan od branitelja uspijeva pogoditi kupolu tenka koji je napredovao sa zapada. Posada tenka, ostavši bez uređaja za osmatranje, panično traži pomoć i zamjenu.
Istoga dana u ranim jutarnjim satima grupa od desetak neprijateljskih vojnika s utvrde Strinčjera dolazi na kotu Jedarac iznad gradskog predjela Nuncijate sa zadaćom da spriječi pokušaj branitelja Nuncijate da krenu u pomoć braniteljima Srđa. Dobro utvrđeni neprijatelj je otvorio mitraljesku i minobacačku vatru po Nuncijati. Branitelji Nuncijate su uzvratili pa se nakon gubitka dvojice vojnika, te ranjavanja trećeg, neprijateljski vojnici, unatoč grupi od desetak vojnika koji su u međuvremenu stigli kao pojačanje, povlače s kote Jedarac natrag na utvrdu Strinčjera.
Istovremeno, a nakon nekoliko sati borbe za Srđ, iscrpljeni branitelji utvrde traže od zapovjednika obrane Dubrovnika, generala Nojka Marinovića, da izda zapovjed topništvu obrane da tuče po samoj utvrdi, terasi središnjeg dijela i po njenom istočnom krilu. Istovremeno, negdje oko 10:30 sati iz Dubrovnika su krenule dvije grupe pripadnika specijalne policije. Prva grupa, sastavljena od šestorice branitelja, izlazi pod samu utvrdu te tromblonskom minom uništava neprijateljsko uporište u gornjoj postaji žičare. Tom prilikom je poginuo najmanje jedan neprijateljski vojnik. Branitelji utvrde, nakon udara topništva obrane, započinju pjevati "Zovi samo zovi" te posljednjim snagama uspijevaju odbiti i zadnje pokušaje neprijatelja da se probije u utvrdu i zauzme je. Napokon, oko 12:30 sati, nakon gubitaka u ljudstvu i tehnici, neprijatelj počinje s povlačenjem.

## Ishod
Bitka za Srđ se smatra jednom od najvećih pobjeda Hrvatske vojske tijekom Domovinskog rata. Neprijatelj je zbog svoje nemoći pri napadu na utvrdu topništvom tukao i po staroj gradskoj jezgri Dubrovnika te po svim crtama obrane, poglavito po hotelu Belvedereu i selu Sustjepanu u kojem su četvorica branitelja poginula.

## Vanjske poveznice
- Ivo Jelić - Razdoblje od 10. listopada do 31. prosinca 1991.  Arhivirana inačica izvorne stranice od 26. ožujka 2010. (Wayback Machine)